# Паунович, Велько
Ве́лько Пау́нович (серб. Вељко Пауновић; род. 21 августа 1977, Струмица, СР Македония, Югославия) — сербский футболист и футбольный тренер. Выступал за сборную Сербии и Черногории. Имеет гражданство Испании.

## Клубная карьера
Паунович начинал карьеру в белградском «Партизане», где провёл сезон 1994/95, сыграв 13 матчей. В 1995 перебрался в Испанию, где играл в «Марбелье». В 1996 году стал футболистом мадридского «Атлетико» и за два сезона в 30 играх забил 7 мячей. В сезоне 1998/99 на правах аренды выступал за «Мальорку» и добрался до финала последнего розыгрыша Кубка кубков, где его клуб уступил «Лацио» со счётом 1:2. После нескольких лет арендных скитаний Паунович пробовал закрепиться в «Атлетико», но не смог; в 2005 году он перешёл в немецкий «Ганновер 96», затем в «Хетафе». В 2006 году Паунович получил испанское гражданство. В 2007 году Паунович перебрался в казанский «Рубин», ключевым моментом для футболиста стало то, что приглашение исходило непосредственно от главного тренера, но за 16 игр забил всего лишь 1 гол (в ворота столичного «Спартака» в 22 туре чемпионата России, казанцы выиграли 3:1), после чего уехал обратно в Испанию. Его новой командой стала «Альмерия», с которой серб подписал двухлетний контракт. Дебют выдался кошмарным — Паунович получил в одну минуту две жёлтые карточки и был удалён с поля. В оставшееся до конца чемпионата время нападающий забил 2 мяча, но дальше оставаться в Испании не мог. В июне 2008 года он подписал двухлетний контракт с «Партизаном». В декабре 2008 года Велько Паунович из-за постоянных травм принял решение завершить карьеру, после того как в белградском «Партизане» не смог вернуться на свой привычный уровень. В июне 2011 году он возобновил карьеру и до конца года выступал в MLS за «Филадельфия Юнион». 18 января 2012 года Паунович во второй раз объявил о завершении карьеры.

## Сборная Сербии и Черногории
В составе сборной Сербии и Черногории дебютировал 13 февраля 2002 года в товарищеском матче против мексиканцев и сразу же забил гол. Второй матч сыграл 28 апреля 2004 года, также в товарищеской встрече против сборной Северной Ирландии.

## Тренерская карьера
Тренерскую карьеру Паунович начал, возглавляя различные юношеские и молодёжные сборные Сербии. Руководимая им сборная Сербии до 20 лет одержала победу на чемпионате мира среди молодёжных команд 2015 года.
24 ноября 2015 года Паунович был назначен на пост главного тренера клуба MLS «Чикаго Файр».

## Семья
Отец — Благое Паунович (1947—2014), легендарный футболист и футбольный тренер. Велько, выигравший со сборной Сербии чемпионат мира среди игроков не старше 20 лет, посвятил эту победу своему отцу.